# Gilles Clément

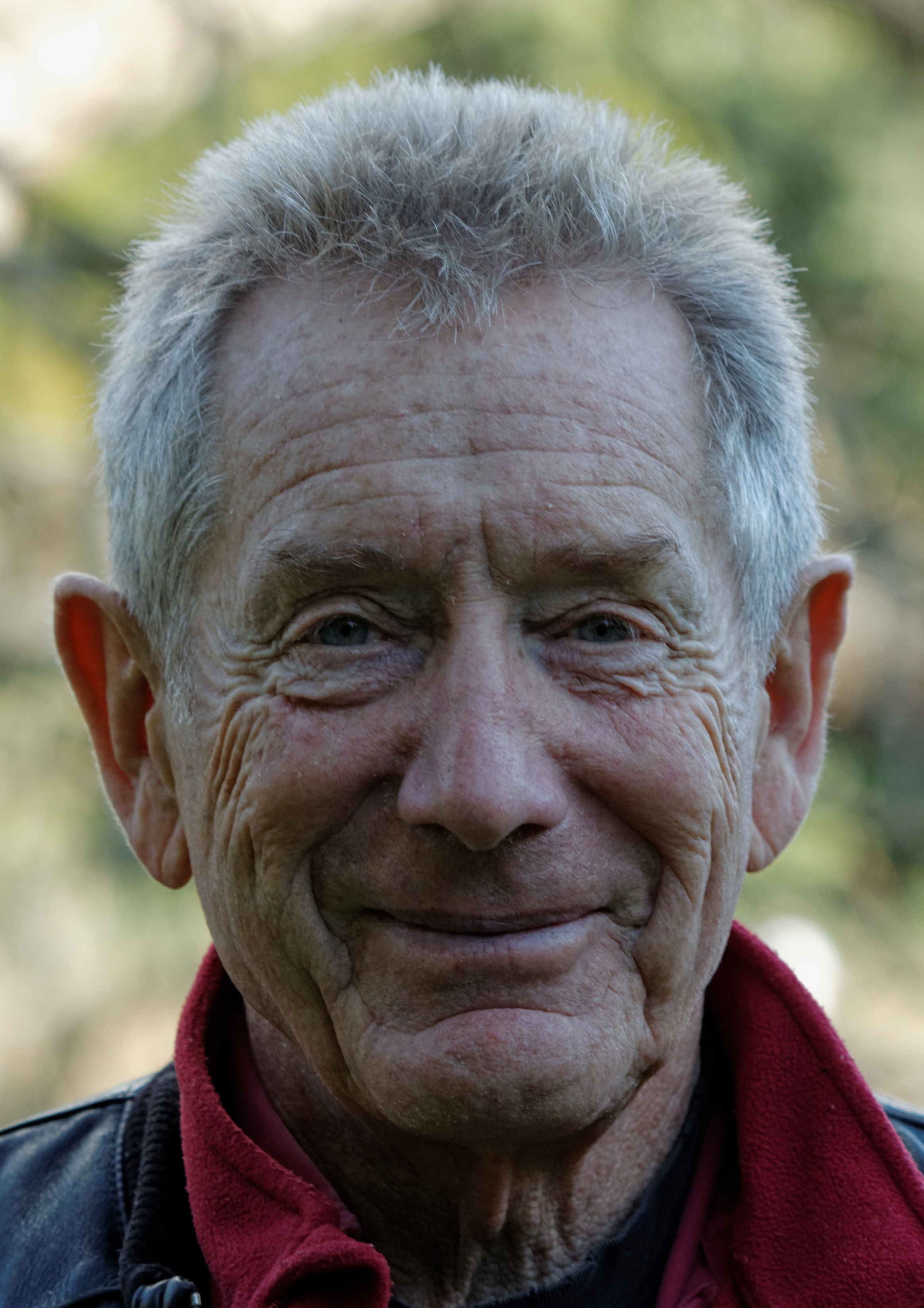
Gilles Clément (2015)

Gilles Clément (geboren 6. Oktober 1943 in Argenton-sur-Creuse) ist ein französischer Gartenarchitekt. 

## Leben
Gilles Clément absolvierte 1967 eine Ausbildung zum Gartenbauingenieur und 1969 zum Landschaftsgärtner und arbeitet seither in dem Beruf. Seit 1977 wohnt er in Crozant. 1979 begann er ein Zusatzstudium an der École nationale supérieure du paysage in Versailles.
Clément sammelte Erfahrungen auf außereuropäischen Reisen, insbesondere in Australien. 1989 begann er mit der Umgestaltung der Domaine du Rayol an der Mittelmeerküste. Im selben Jahr wurde unter seiner Leitung im Kloster Valloires ein Garten für seltene Pflanzen eingerichtet. Sein erstes größeres Projekt war in Paris der Parc André Citroën, der 1992 auf einer Industriebrache errichtet wurde. 2006 wurde das von ihm mitgestaltete Musée du quai Branly eröffnet. In Deutschland gestaltete er 2001 im Rahmen des Projekts „Garten-Landschaft OstWestfalenLippe“ die Lilienwiesen im  Gräflichen Park in Bad Driburg.
1991 schrieb er das Buch La Vallée und er hat seitdem eine Vielzahl an programmatischen Schriften,   fachwissenschaftlichen Beiträgen sowie gartenarchitektonischen Büchern für ein breiteres Publikum veröffentlicht. 2011/12 war er Gastprofessor am Collège de France. Von ihm stammt die Idee des „Gartens in Bewegung“ („Le jardin en mouvement“). Neben das Manifest des dritten Standes (1789) stellte er 2004 ein Manifeste du Tiers Paysage.
Clément wurde 1998 mit dem Grand Prix du paysage und dem Ordre des Arts et des Lettres ausgezeichnet.
Clément unterstützte die Partei Les Verts, für die er als hinterer Listenkandidat bei den Regionalwahlen 2010 antrat, und die Kandidatur der Politikerin Michèle Rivasi aus der Nachfolgepartei Europe Écologie-Les Verts.

Gärten
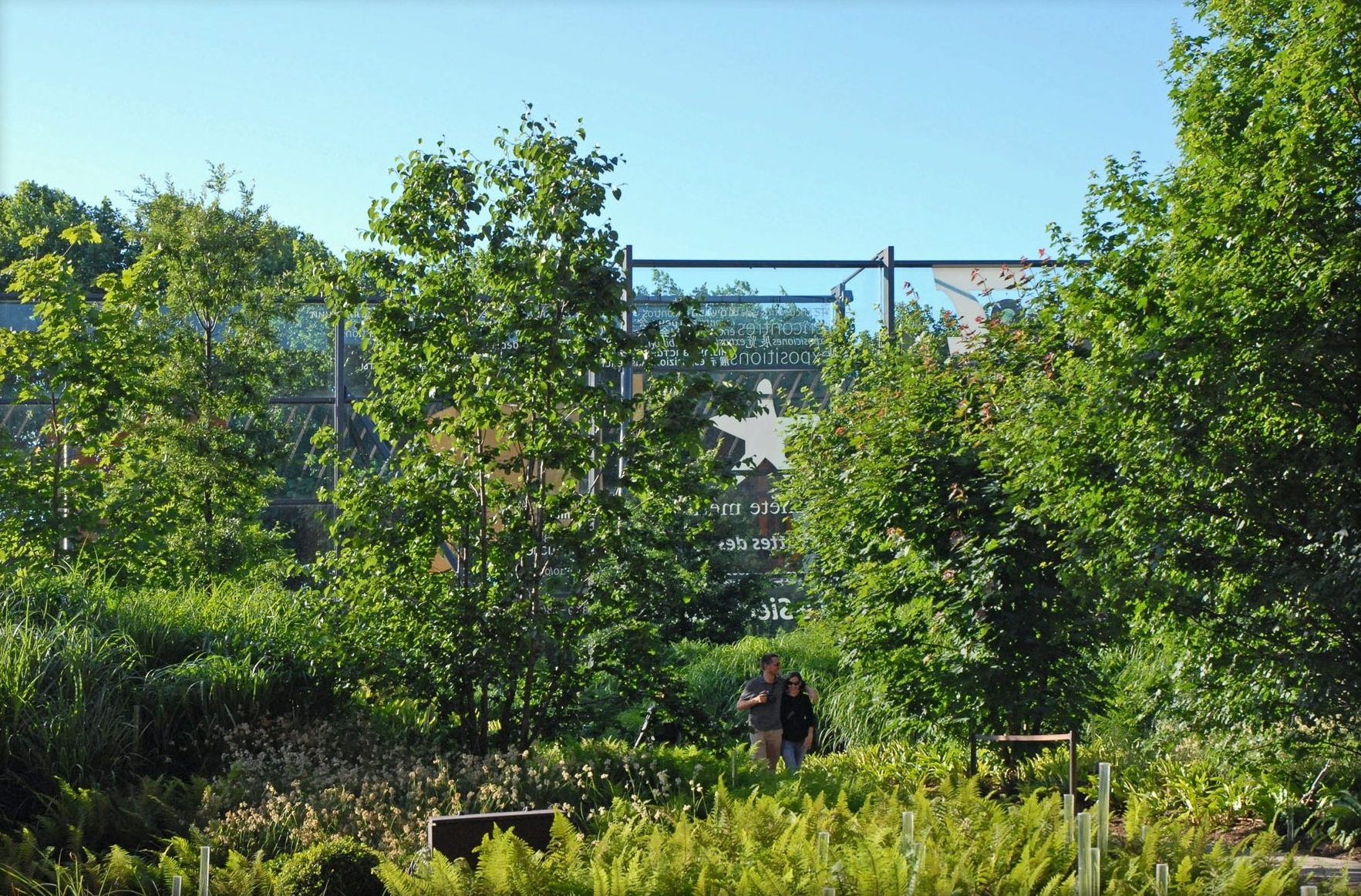
Musée du quai Branly
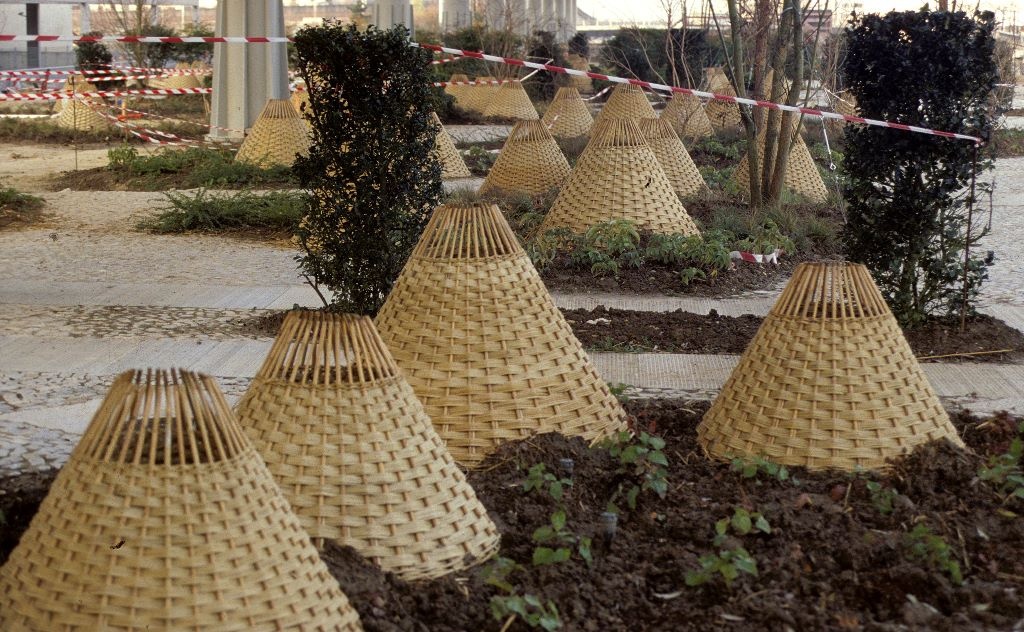
Jardins de l'Arche, La Défense
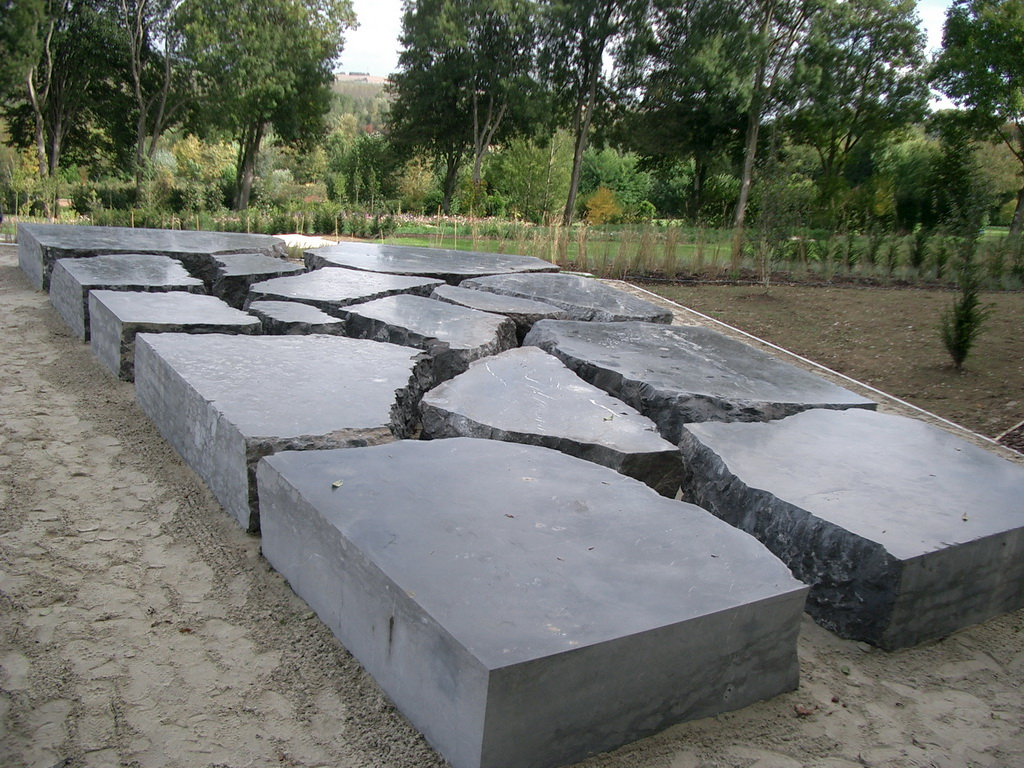
Jardins de Valloires
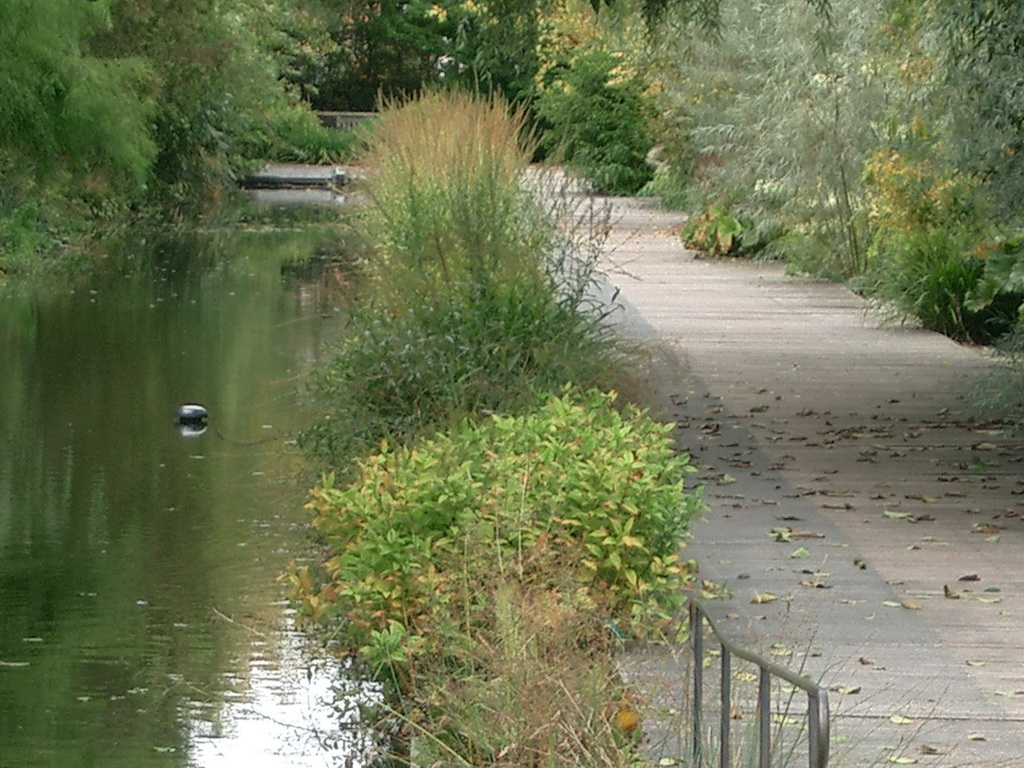
Jardins de Valloires
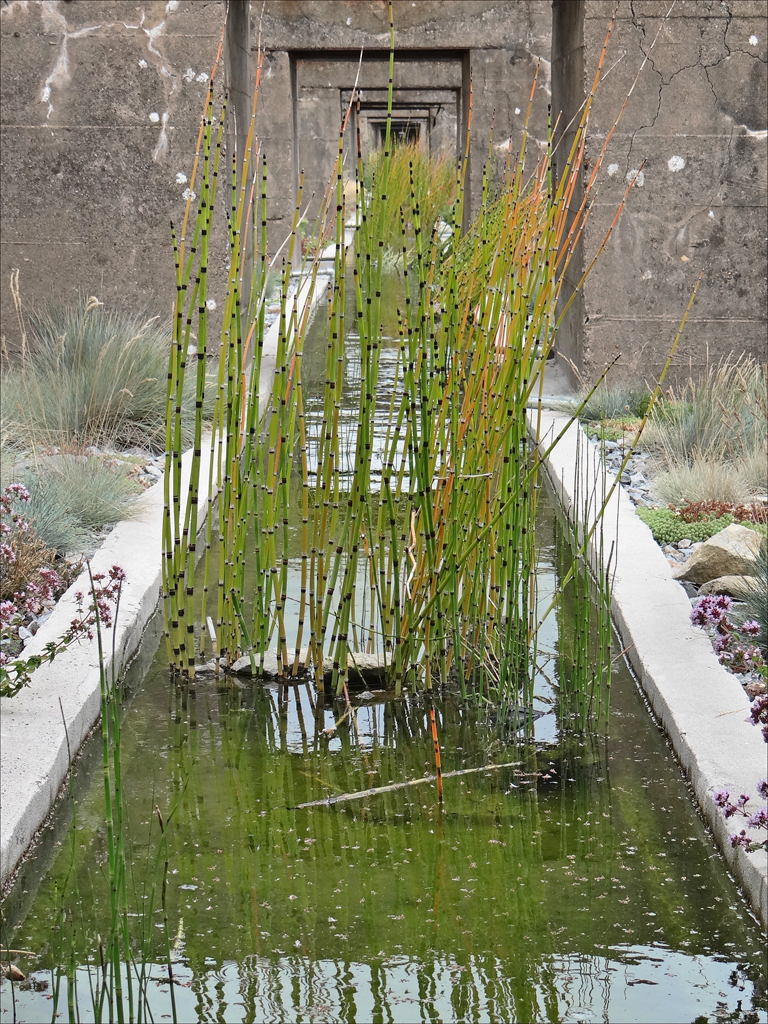
Jardin du Tiers-Paysage, Estuaire, St-Nazaire

## Werke (Auswahl)
- Le Jardin en mouvement. Paris: Pandora, 1991
- La Vallée. Paris: Pandora, 1991
- Le Jardin en mouvement, de la Vallée au parc André-Citroën. Paris: Sens & Tonka, 1994 (Überarbeitete Neuauflagen 1999, 2001, 2007)
- Éloge des vagabondes. Herbes, arbres et fleurs à la conquête du monde. Paris: Nil Édition, Mai 2002 (rééd. chez Robert Laffont, 2014)
- La sagesse du jardinier. Paris: L’Œil Neuf, 2004
  - Die Weisheit des Gärtners. Übersetzung Brita Reimers. Berlin: Matthes & Seitz, 2017
- Gilles Clément, une écologie humaniste (mit Louisa Jones), Avignon: Éditions Aubanel, 2006
- Manifeste du Tiers-paysage. Montreuil: Sujet Objet, 2004 (Überarbeitet 2014)
  - Manifest der Dritten Landschaft. Berlin: Merve, 2010
- mit Alessandro Rocca: Neuf jardins. Approche du jardin planétaire. Arles: Actes Sud, 2008
- Une brève histoire du jardin. Paris: L’Œil Neuf, 2011
- Jardins, paysage et génie naturel. Paris: Collège de France/Fayard, coll. «Leçons Inaugurales du Collège de France», 2012
  - Gärten, Landschaft und das Genie der Natur: vom ökologischen Denken. Übersetzung Brita Reimers. Berlin: Matthes & Seitz, 2015
- Belvédère. Points de vue sur le paysage. Saint Benoît du Sault, Tarabuste, 2013
- Les Imprévisibles. Paris: L’Une et l’Autre, 2013
- L’Alternative ambiante. Paris: Sens & Tonka, 2014
- Espèces vagabondes, menace ou bienfait? Toulouse: Éditions Plume de Carotte, 2014
- Abécédaire. Paris: Sens & Tonka, 2015
- mit Vincent Gravé: Un grand Jardin, Paris: Cambourakis, 2016
  - Ein großer Garten, München [u. a.]: Prestel, 2018